# وتل (فیلم)
وتل (به انگلیسی: Vatel) فیلمی محصول سال ۲۰۰۰ و به کارگردانی رولند جافه است. در این فیلم بازیگرانی همچون ژرار دوپاردیو، اوما تورمن، تیم راث، تیموتی اسپال، جولیان گلاور، جولیان سندز، ریچارد گریفیتس، آریل دومبال، فیلیپان لروآ-بولیو و فئودور آتکین ایفای نقش کرده‌اند.